# Her Code of Honor
Her Code of Honor er en amerikansk stumfilm fra 1919 af John M. Stahl.

## Medvirkende
- Florence Reed som Lucille Emerson
- William Desmond som Eugene La Salle
- Robert Frazer som Richard Bentham
- Irving Cummings som Jacques
- Alec B. Francis som Tom Davis